# Phare de San Jorge
Le phare de San Gorge (en espagnol : Faro San Jorge) est un phare actif situé au centre du Golfe San Jorge (département de Florentino Ameghino), dans la Province de Chubut en Argentine.
Il est géré par le Servicio de Hidrografía Naval (SHN) de la marine .
Le phare est considéré comme un patrimoine historique pour le tourisme et son histoire est commentée dans le Museo Ferroportuario (es) de Comodoro Rivadavia.

## Histoire
Le phare a été mis en service le 9 mars 1925 sur le cap San Jorge à 13 km au nord de Comodoro Rivadavia en remplacement du phare de Comodoro Rivadavia situé au Cerro Chenque (es). À l'origine, son feu était alimenté par des tubes de gaz à l'acétylène qui l'avaient conçu pour une portée focale de 21 milles marins (environ 39 km). Des années plus tard, le 2 mars 1988 précisément, il a été connecté au réseau électrique urbain de la région.

## Description
Ce phare  est un tour quadrangulaire en maçonnerie, avec une galerie et une lanterne  de 27 m de haut. La tour est peinte en blanc et la lanterne est noire. Il émet, à une hauteur focale de 78 m, quatre éclats blancs d'une seconde, séparés de 5 secondes, par période de 32 secondes. Sa portée est de 14 milles nautiques (environ 26 km).
Identifiant : ARLHS : ARG-006 - Amirauté : G1104 - NGA : 110-19792.

## Caractéristique dufeu maritime
Fréquence : 32 secondes (W-W-W-W)
- Lumière : 1 seconde
- Obscurité : 5 secondes
- Lumière : 1 seconde
- Obscurité : 7 secondes

|                                |
| Localisation : Golfe San Jorge |

|          |
| Le phare |

### Lien connexe
- Liste des phares d'Argentine